# Нектон
Нектон (от на старогръцки: νηκτός – «плаващ, плуващ) е термин, с който се означават всички организми, които могат самостоятелно да се придвижват във водна среда (за разлика от носещия се по течението планктон).
Пример за нектон са рибите, населяващи океани, морета и т.н. Нектонът обединява главоногите, ракообразните, бозайниците и най-вече рибите. Броят на видовете риби намалява силно с дълбочината. Под 3500 м са известни само стотина вида. Над тях, до 1000 м, плуват видове с обикновено тъмна и едноцветна окраска. В повърхностните води се срещат добри плувци с издължено тяло.